# メリー・クリスマス・エヴリバディ
「メリー・クリスマス・エヴリバディ」（Merry Xmas Everybody）は、スレイドの楽曲である。1973年12月7日にシングル盤が発売され、B面には「ドント・ブレイム・ミー」が収録された。全英シングルチャートで初登場1位を獲得し、9週にわたってチャートインした。1974年1月1日に英国レコード産業協会からゴールド認定を受け、1980年12月1日にプラチナ認定を受けた。
2012年12月にITVで放送された特別番組『The Nation's Favourite Christmas Song』で、ザ・ポーグスとカースティ・マッコールの「ニューヨークの夢」、ウィザードの「毎日がクリスマス」に次ぐ第3位に入選した。

## 背景
「メリー・クリスマス・エヴリバディ」は、バンドが「クリスマスソングを作ろう」というテーマの下で制作した楽曲。曲のアイデアは、ジム・リーの義理の母が「『ホワイト・クリスマス』のような曲は書かないの？」と尋ねてきたことに由来する。リーはシャワーを浴びながら、本作の基礎的な部分を考えた、ヴァースのメロディを考えたあと、1967年にノディ・ホルダーが没にした楽曲「Buy Me a Rocking Chair」を思い出した。「Buy Me a Rocking Chair」はホルダー初のソロ曲で、リーは同作のメロディをコーラスで引用した。
サビの元の歌詞は、フラワーパワーやサイケデリックの影響を受けたものだった。その後、リーは義理の母が言っていたことを思い出して、「So here it is, merry Christmas」というフレーズを考え出した。ホルダーは、リーのアイデアを気に入り、ある日の夕方にウォルソールにある母の家でお酒を飲んだあとに、徹夜で本作の歌詞を書いた。
2009年にピー・アール・エス・フォー・ミュージックは、世界中の人口の最大42％が本作を聴いた可能性があると発表した。

## レコーディング
「メリー・クリスマス・エヴリバディ」のレコーディングは、1973年9月にレコード・プラント・スタジオで行なわれた。本作のレコーディングは5日にわたって行われたが、完成した音源をメンバーは気に入らず、後にリレコーディングされた。コーラスはエコーをつけるためにスタジオが収容されたビルの廊下で録音された。
レコーディングが行われた当時は、蒸し暑い日であったことから、ビルに出入りするビジネスマンが時期に似つかわしくないクリスマスソングを歌うバンドを不思議そうに見ていたというエピソードが残っている。

## リリース
1973年12月7日にシングル盤が発売された。シングル盤は1973年12月15日付の全英シングルチャートで初登場1位したのち、1月12日付の同チャートまで5週連続で1位を獲得し、1974年2月9日付の同チャートまでの9週連続でチャートインを果たした。発売から6年後の1980年12月27日付のシングルチャートで70位にチャートインして以降、毎年クリスマス・シーズンにチャートインする傾向にある。また、英国レコード産業協会からは1974年1月1日にゴールド認定、1980年12月1日にプラチナ認定を受けた。
翌年に発売されたアルバム『大狂乱スレイド一座』にB面曲の「ドント・ブレイム・ミー」が収録されたが、本作は未収録となった。その後、1980年11月1日に発売されたコンピレーション・アルバム『スレイド・スマッシーズ』でアルバム初収録となった。以降、複数のコンピレーション・アルバムに収録された。
1985年に12インチシングル盤が発売され、A面に本作の拡張リミックスバージョンが収録された。リミックスはリーとピーター・ハーモンドが手がけた。
1989年にCD盤が発売され、B面に1974年にシングルで発売された「ファー・アウェイ」が追加収録された。CD盤はイギリスで1万5000枚の売り上げを記録した。

## プロモーション
バンドは、クリスマス商戦に向けてテレビ出演を重視したため、ミュージック・ビデオは制作されていない。本作は『トップ・オブ・ザ・ポップス』『The Les Dawson Show』『Lift Off with Ayshea』などの音楽番組で披露された。
その後、1983年に発売されたシングル『マイ・オー・マイ』の宣伝で出演した『トップ・オブ・ザ・ポップス』（同12月22日放送回）、1985年に発売されたシングル『ドゥ・ユー・ビリーヴ・イン・ミラクル』の宣伝で出演した『Razamatazz』、1991年に発売されたバンド最後のシングル『ユニヴァース』の宣伝で出演した『Pebble Mill at One』でも披露された。
発売から48年後の2021年12月9日、スレイドの公式YouTubeチャンネルでマシュー・ロビンズがアニメーションを手がけたミュージック・ビデオが公開された。

## クレジット
- ノディ・ホルダー - リード・ボーカル、リズムギター
- デイヴ・ヒル（英語版） - リードギター、バッキング・ボーカル
- ジム・リー（英語版） - ベース、ハーモニウム、バッキング・ボーカル
- ドン・パウエル（英語版） - ドラム

## シングル収録曲
全曲 作詞・作曲 : ノディ・ホルダー、ジム・リー。
| #         | タイトル                                                   | 作詞 | 作曲・編曲 | 時間 |
| --------- | ---------------------------------------------------------- | ---- | ---------- | ---- |
| 1.        | 「メリー・クリスマス・エヴリバディ」(Merry Xmas Everybody) |      |            | 3:26 |
| 2.        | 「ドント・ブレイム・ミー」(Don't Blame Me)                 |      |            | 2:40 |
| 合計時間: | 合計時間:                                                  | 6:06 |            |      |

| #         | タイトル | 作詞 | 作曲・編曲 | 時間 |
| --------- | --- | ---- | ---------- | ---- |
| 1.        | 「メリー・クリスマス・エヴリバディ (エクステンデッド・ヴァージョン)」(Merry Xmas Everybody (Extended version)) |      |            | 5:17 |
| 2.        | 「ドント・ブレイム・ミー」(Don't Blame Me)                                                                     |      |            | 2:40 |
| 合計時間: | 合計時間: | 7:57 |            |      |

| #         | タイトル                                                   | 作詞 | 作曲・編曲 | 時間 |
| --------- | ---------------------------------------------------------- | ---- | ---------- | ---- |
| 1.        | 「メリー・クリスマス・エヴリバディ」(Merry Xmas Everybody) |      |            | 3:23 |
| 2.        | 「ドント・ブレイム・ミー」(Don't Blame Me)                 |      |            | 2:40 |
| 3.        | 「ファー・アウェイ」(Far Far Away)                         |      |            | 3:33 |
| 合計時間: | 合計時間:                                                  | 9:36 |            |      |

| #         | タイトル                                                   | 作詞  | 作曲・編曲 | 時間 |
| --------- | ---------------------------------------------------------- | ----- | ---------- | ---- |
| 1.        | 「メリー・クリスマス・エヴリバディ」(Merry Xmas Everybody) |       |            | 3:23 |
| 2.        | 「マイ・フレンド・スタン」(My Friend Stan)                 |       |            | 2:38 |
| 3.        | 「カモン!!」(Cum On Feel the Noize)                        |       |            | 4:23 |
| 合計時間: | 合計時間:                                                  | 10:24 |            |      |

| #         | タイトル                                        | 作詞  | 作曲・編曲 | 時間 |
| --------- | ----------------------------------------------- | ----- | ---------- | ---- |
| 1.        | 「Merry Xmas Everybody '98 Remix (Flush Edit)」 |       |            | 3:44 |
| 2.        | 「Merry Xmas Everybody (Original Version)」     |       |            | 3:26 |
| 3.        | 「Cum On Feel the Noize」                       |       |            | 4:23 |
| 合計時間: | 合計時間:                                       | 11:33 |            |      |

| #         | タイトル                                                   | 作詞 | 作曲・編曲 | 時間 |
| --------- | ---------------------------------------------------------- | ---- | ---------- | ---- |
| 1.        | 「メリー・クリスマス・エヴリバディ」(Merry Xmas Everybody) |      |            | 3:26 |
| 2.        | 「カモン!!」(Cum On Feel the Noize)                        |      |            | 4:23 |
| 合計時間: | 合計時間:                                                  | 7:49 |            |      |

## カバー・バージョン
1981年に4スキンズがコンピレーションEP『Bollocks to Christmas』でカバー。
1987年にザ・キュアーは、The Kissing Tourの千秋楽にあたるウェンブリー・アリーナ公演でカバーした  。
1990年にザ・ミッションがチャリティー・シングルとして本作のカバーを発表。プロデューサーとしてホルダーとリーも参加し、全英シングルチャートで最高位55位を記録した。
1998年にスウェーデン出身のダンス・デュオ、フラッシュが、「Slade Vs Flush」名義で本作のリミックスバージョンを発売し、全英シングルチャートで最高位30位を記録。同年にはスパイス・ガールズがスパイスワールド・ツアーでカバー。
2000年にステップスがコンピレーション・アルバム『プラティナム・クリスマス』でカバー。
2002年にオアシスがコンピレーション・アルバム『NME in Association with War Child Presents 1 Love』でカバー。
2005年にガールズ・アラウドがアルバム『Chemistry』の限定盤に付属のボーナスCDでカバー。同年にはトニー・クリスティがシングルで発売し、全英シングルチャートで最高位49位を記録。
2007年にR.E.M.がファンクラブ限定のクリスマス・シングルとしてカバー。
2010年にグレン・グレゴリー（ヘヴン17）、ブレンダン・ベンソン、ケイト・ナッシュがカバーがカバーし、2012年にはスローン、ザ・ロケットによってカバーされた。
2015年にトレインがアルバム『Christmas in Tahoe』でカバー。
2017年にチープ・トリックがアルバム『Christmas Christmas』でカバーし、IQがアルバム『Tales from a Dark Christmas』の限定盤でカバー。
2019年にプリデインが配信限定シングルとして発売し、ロビー・ウィリアムズがアルバム『The Christmas Present』で、アイ・ドント・ノウ・ハウ・バット・ゼイ・ファウンド・ミーがEP『Christmas Drag』でカバー。

## チャート成績
| チャート (1973年 - 1974年)             | 最高位 |
| -------------------------------------- | ------ |
| オーストラリア (Kent Music Report)     | 55     |
| ベルギー (Ultratop 50 Wallonia)        | 3      |
| ベルギー (Ultratop 50 Flanders)        | 3      |
| オランダ (Single Top 100)              | 3      |
| フィンランド (Suomen virallinen lista) | 19     |
| フランス (SNEP)                        | 28     |
| アイルランド (IRMA)                    | 1      |
| ノルウェー (VG-lista)                  | 4      |
| UK シングルス (OCC)                    | 1      |
| 西ドイツ (Official German Chart)       | 4      |

| 年          | チャート                                        | 最高位 |
| ----------- | ----------------------------------------------- | ------ |
| 1978        | UK The Singles Chart (Record Business)          | 91     |
| 1979        | UK The Singles Chart (Record Business)          | 91     |
| 1980        | UK シングルス (OCC)                             | 70     |
| 1981        | UK シングルス (OCC)                             | 32     |
| 1982        | UK シングルス (OCC)                             | 67     |
| 1983        | UK シングルス (OCC)                             | 20     |
| 1984        | アイルランド (IRMA)                             | 18     |
| 1984        | UK シングルス (OCC)                             | 47     |
| 1985        | UK シングルス (OCC)                             | 51     |
| 1986        | UK シングルス (OCC)                             | 71     |
| 1989        | UK シングルス (OCC)                             | 99     |
| 1990        | UK シングルス (OCC)                             | 93     |
| 1991        | オランダ (Single Top 100)                       | 73     |
| 1998        | UK シングルス (OCC)                             | 30     |
| 2006        | Euro Digital Tracks (Billboard)                 | 13     |
| 2006        | UK シングルス (OCC)                             | 21     |
| 2007        | UK シングルス (OCC)                             | 20     |
| 2008        | UK シングルス (OCC)                             | 32     |
| 2009        | ドイツ (GfK Entertainment charts)               | 80     |
| 2009        | UK シングルス (OCC)                             | 41     |
| 2010        | UK シングルス (OCC)                             | 51     |
| 2011        | UK シングルス (OCC)                             | 33     |
| 2012        | UK シングルス (OCC)                             | 35     |
| 2013        | UK シングルス (OCC)                             | 49     |
| 2014        | UK シングルス (OCC)                             | 55     |
| 2015        | ポーランド (Polish Airplay Top 100)             | 61     |
| 2015        | UK シングルス (OCC)                             | 55     |
| 2016        | ポーランド (Polish Airplay Top 100)             | 53     |
| 2016        | UK シングルス (OCC)                             | 39     |
| 2017        | ドイツ (GfK Entertainment charts)               | 96     |
| 2017        | アイルランド (IRMA)                             | 65     |
| 2017        | ポーランド (Polish Airplay Top 100)             | 51     |
| 2017        | スロベニア (SloTop50)                           | 30     |
| 2017        | UK シングルス (OCC)                             | 29     |
| 2018        | ドイツ (GfK Entertainment charts)               | 68     |
| 2018        | ポーランド (Polish Airplay Top 100)             | 82     |
| 2018        | UK シングルス (OCC)                             | 17     |
| 2019        | ドイツ (GfK Entertainment charts)               | 63     |
| 2019        | ポーランド (Polish Airplay Top 100)             | 36     |
| 2019        | UK シングルス (OCC)                             | 19     |
| 2020        | ポーランド (Polish Airplay Top 100)             | 50     |
| 2020        | UK シングルス (OCC)                             | 17     |
| 2021        | ドイツ (GfK Entertainment charts)               | 70     |
| 2021        | ポーランド (Polish Airplay Top 100)             | 66     |
| 2021        | UK シングルス (OCC)                             | 21     |
| 2022        | ポーランド (Polish Airplay Top 100)             | 75     |
| 2022        | UK シングルス (OCC)                             | 32     |
| 2023 - 2024 | オーストリア (Ö3 Austria Top 40)                | 73     |
| 2023 - 2024 | ポーランド (Polish Airplay Top 100)             | 42     |
| 2023 - 2024 | スウェーデン ヒートシーカー (Sverigetopplistan) | 15     |
| 2023 - 2024 | スイス (Schweizer Hitparade)                    | 99     |
| 2023 - 2024 | UK シングルス (OCC)                             | 32     |
| 2024 - 2025 | エストニア エアプレイ (TopHit)                  | 61     |
| 2024 - 2025 | マルタ エアプレイ (Radiomonitor)                | 20     |
| 2024 - 2025 | ポーランド (Polish Airplay Top 100)             | 48     |
| 2024 - 2025 | UK シングルス (OCC)                             | 30     |

## 認定
| 国/地域                                                       | 認定        | 認定/売上数 |
| ------------------------------------------------------------- | ----------- | ----------- |
| デンマーク (IFPI Danmark)                                     | Platinum    | 90,000      |
| イギリス (BPI) フィジカルリリース                             | Platinum    | 1,000,000^  |
| イギリス (BPI) 音楽配信                                       | 3× Platinum | 1,800,000   |
| ^ 認定のみに基づく出荷枚数 · 認定のみに基づく売上数と再生回数 |             |             |